# Андора на Европском првенству у атлетици за јуниоре 2017.
Андора је учествовала на 24. Европском првенству за јуниоре 2017. одржаном у Гросето, Италија, од 20. до 23. јула. Репрезентацију Андоре на њеном шестом учешћу на европским првенствима за јуниоре представљао је 1 спортиста који су се такмичио у трци на 3.000 метара са препрекама.
На овом такмичењу такмичар из Андоре није остварио неки резултат.

## Учесници
Јуниори:
- Нахуел Карабана — 3.000 м препреке

## Резултати

### Јуниори
| Атлетичар       | Дисциплина       | Лични рекорд | Квалификације | Квалификације | Полуфинале | Полуфинале | Финале               | Финале  | Детаљи |
| Атлетичар       | Дисциплина       | Лични рекорд | Резултат      | Место         | Резултат   | Место      | Резултат             | Место   | Детаљи |
| --------------- | ---------------- | ------------ | ------------- | ------------- | ---------- | ---------- | -------------------- | ------- | ------ |
| Нахуел Карабана | 3.000 м препреке | 9:16,96      | 9:48,58       | 10. у гр. 2   |            |            | Није се квалификовао | 20 / 22 |        |